# Matija Brodnik
Matija Brodnik (Dolenjske Toplice kraj Novog Mesta, 1814. – Zagreb, 31. ožujka 1845.) je bio slovenski i hrvatski slikar. 
Školovao se u Rimu od 1839. do 1841. godine.
Slikao je portrete, zidne slike u crkvama te izrađivao kopije prema starim majstorima.
U Zagrebu djeluje od 1842., te je prvi značajniji domaći slikar koji trajno djeluje u tom gradu.
Zidne slike kojima je autor uglavnom nažalost nisu sačuvane.
Osobito se istakao kao portretist, a njegovo umijeće zacijelo najbolje dočarava Portret Ljubice Pisačić-Kukuljević (Galerija starih i novih majstora, Varaždin), kao i minijatura, izrađenih u duhu bidermajera.

## Vanjske poveznice
- Matej Brodnik: Ljubica Pisačić-Kukuljević  Arhivirana inačica izvorne stranice od 4. ožujka 2016. (Wayback Machine)